# رايزو فوكوهارا
رايزو فوكوهارا، لاعب كرة قدم ياباني، من مواليد 2 أبريل 1931 بمدينة هيروشيما، وتوفي في السابع والعشرين من فبراير لسنة 1970. لعب رايزو فوكوهارا في صفوف منتخب اليابان لكرة القدم لمبارتبن وذلك عام 1955 دون أن يسجل أي هدف.

## روابط خارجية
- رايزو فوكوهارا على موقع ناشيونال فوتبول تيمز (الإنجليزية)